# Света Богородица Евраидска
„Света Богородица Животворящ източник Евраидска“ (на гръцки: Παναγίας Ζωοδόχου Πηγής Εβραΐδος) е православна църква в град Костур (Кастория), Егейска Македония, Гърция.

## История
Храмът е изграден и изписан в края на XVIII или XIX век и е параклис на митрополитската църква „Успение Богородично“.
Главен храм е на стара енория в Костур.
В 1991 година храмът е обявен за исторически паметник.
Във второто десетилетие на XXI век е свалена външната мазилка на храма, за да се вижда оригиналната зидария.

## Архитектура
В архитектурно отношение представлява трикорабна базилика с дървен покрив и с нартекс от юг.
Зографски надпис няма. Според сравнителния анализ на стенописите църквата е изписана от Наум Махерас в средата на XVIII век, заедно с иконите на резбования иконостас. Една от иконостасните икони има надпис с дата 1753:
| „ | ΑΡΧΙΕΡΑΤΕΥΟΝΤΟC ΑΓΙΟΥ ΚΑCΤΟΡΙΑC ΚΥΡΙΟΥ ΧΡΥCΑΝΘΟΥ ΔΙΑ ΣΥΝΔΡΟΜΗC ΤΟΥ ΠΑΝΟCΙΟΤΑΤΟΥ ΠΡΟΗΓΟΥΜΕΝΟΥ ΚΥΡΙΟΥ ΠΑΙCΙΟΥ ΙΒΗΡΙΤΟΥ ΑΠΑΝΑΙC ΤΟΥ ΕΝΤΙΜΟΤΑΤΟΥ ΑΝΤΙΟΧΟΥ. Η ΕΙΚΟΝ ΑΥΤΗ ΓΕΓΟΝΕ ΕΠΙ ΕΤΕΙ 1753 ΜΑΡΤΙΟΥ 25 | “ |

Втора от иконостасните икони с надпис с дата 1756:
| „ | ΔΕΗCΙC ΤΩΝ ΔΟΥΛΩΝ ΤΟΥ ΘΕΟΥ ΠΟΤΕ ΔΙΑΜΑΝΤΗ CΥΝ ΤΗ CΥΜΒΙΩ ΑΥΤΟΥ ΑCΑΝΩ ΚΑΙ ΤΩΝ ΤΕΚΝΩΝ ΘΟΜΑ 1756 | “ |

В храма има Служба на Свети Климент Охридски от 1742 година и Служба на Светите Петнадесет тивериополски мъченици от 1741 година. На Службата на Свети Климент има надпис „Ετούτη εί φνλάδα είναι τής παναγίας μαχαλάς" τζωμάρι[α;]3 4/ νπάρχον παπά κόστα μαχαλά Τρηαντάφηλος ήερεύς. χηλιωτώ : Ιανουάριου /1742“, а на тази на Тивериополските мъченици „15 Μαρτύρων: 1893“.
- Стенопис на Бягството в Египет
- Стенопис на Св. св. Петър и Павел
- Стенописът над входа
- Камбанарията
- Стенопис на Свети Трифон, XIX век
- Стенопис на Рождество Христово, XIX век
- Стенопис на Тримата влъхви, XIX век